# Agriocnemis falcifera
Agriocnemis falcifera – gatunek ważki z rodziny łątkowatych (Coenagrionidae). Występuje na terenie Południowej Afryki.
Imago lata od listopada do końca maja. Długość ciała 24–25 mm. Długość tylnego skrzydła 11–12 mm.